# Unterschleißheimer See
Der Unterschleißheimer See ist ein Badesee im Landschaftsschutzgebiet des Unterschleißheimer Stadtteils Riedmoos im Landkreis München.

## Beschreibung
Der Unterschleißheimer See wurde von Beginn an als Badesee und Naherholungsgebiet geplant. Beim Kiesaushub für den Autobahnbau München-Deggendorf 1979 wurde bereits auf ein Seebecken hingearbeitet. 1980 waren die Arbeiten fertig und der See vom Erholungsflächenverein zu einem Naherholungsgebiet ausgebaut. Im Jahr 1983 wurde er der Öffentlichkeit übergeben. Die Menschen, die rund um den See leben, freuten sich über das schöne Areal und so hat sich der Unterschleißheimer See zu einem der beliebtesten Seen rund um München entwickelt.
Der See ist 7,9 ha groß (460 m lang und 150 m breit) und zwischen 9 und 14 m tief. Am See befindet sich eine 47 000 m² große Liegewiese mit Bademöglichkeit an einem flach abfallenden Sandstrand, einem Beach-Volleyballplatz, einem Sandspielplatz und einem Restaurant mit Biergarten. Die Badestelle wird in der Badesaison vom 15. Mai bis 15. September von der Ortsgruppe Unterschleißheim des Bayerischen Roten Kreuzes überwacht.

## Anfahrt
Mit dem Auto über die Autobahn A92 bis Abfahrt Unterschleißheim und dann nach Unterschleißheim. Die bessere Alternative ist allerdings die S-Bahn S1 bis Unterschleißheim und dann noch zwei Kilometer mit dem Rad.

## Umwelt
Es wurde eine ökologische Ausgleichszone angelegt. Für die sich während der Brutzeit einfindenden Seevögel gibt es Schonflächen. Der See ist von einem Feuchtbiotop umgeben und wird durch den „Fischereiverein Unterschleißheim e.V.“ bewirtschaftet. Dieses Gebiet nimmt rund ein Drittel des Sees ein.

## Galerie

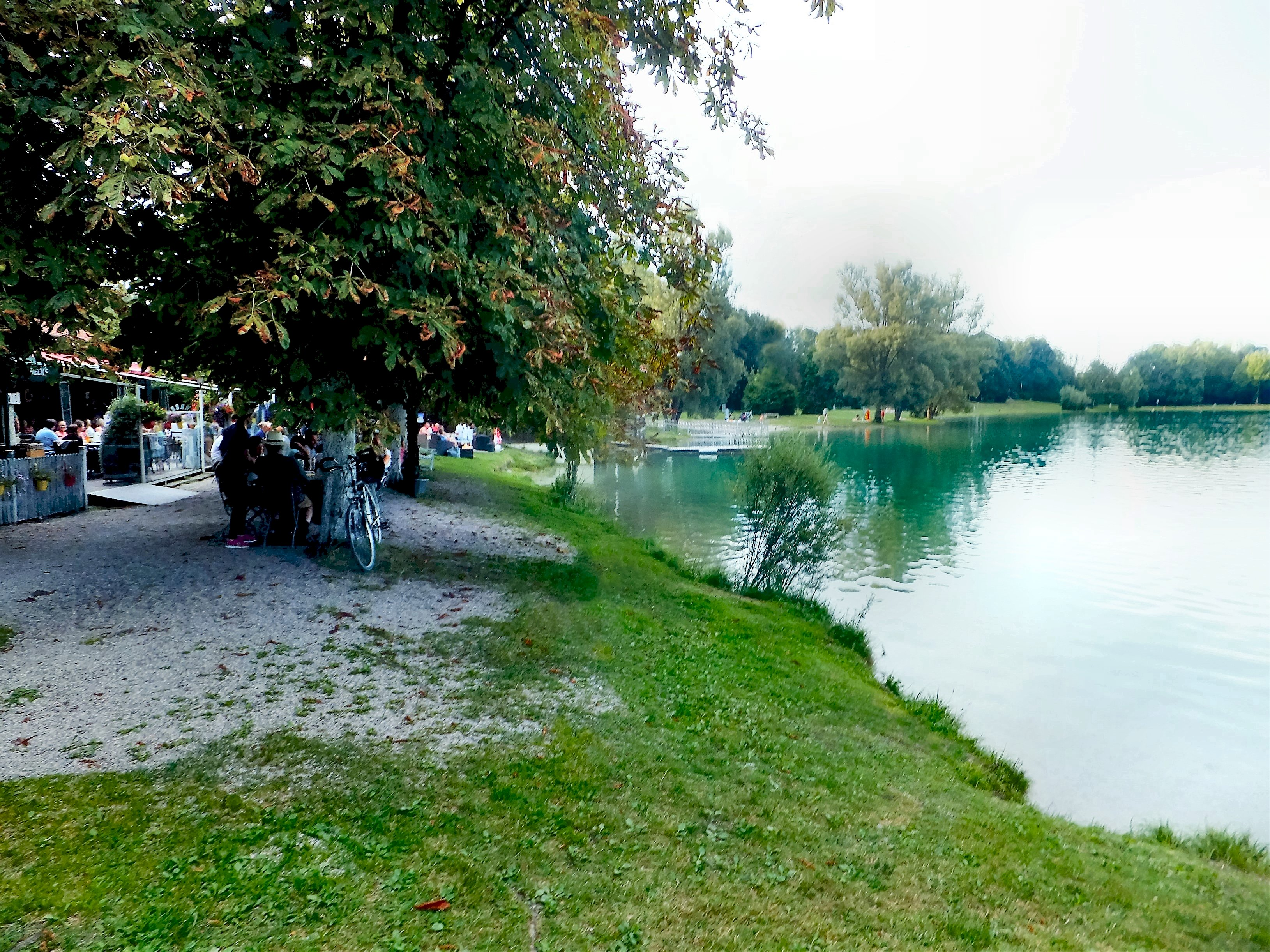
Westufer des Unterschleißheimer Sees
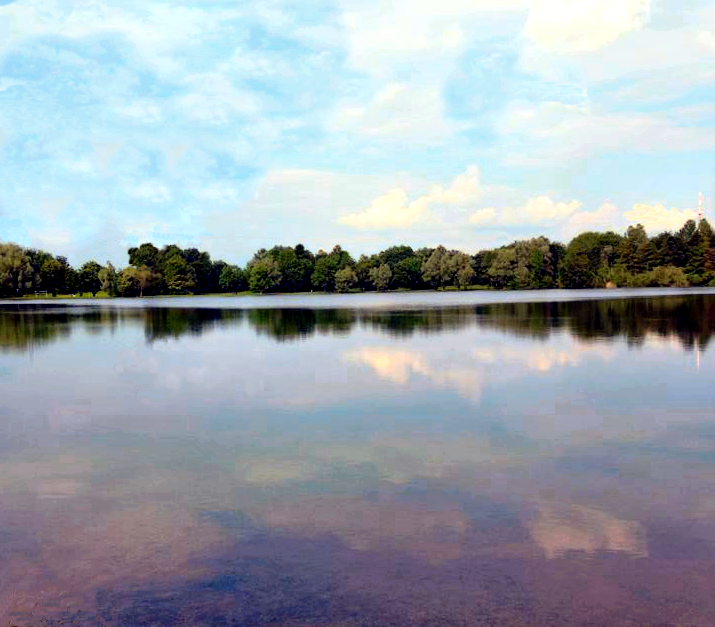
Unterschleißheimer See